# Vice-Secretário-Geral das Nações Unidas
O vice-secretário-geral das Nações Unidas é o substituto do secretário-geral das Nações Unidas. O cargo foi criado para lidar com muitas das responsabilidades administrativas do secretário-geral, ajudar a gerenciar as operações do Secretariado e garantir a coerência das atividades e programas. O cargo foi formalmente estabelecido pela Assembleia Geral no final de 1997.
A diplomata e política Amina J. Mohammed, da Nigéria, foi nomeada vice-secretária-geral pelo então secretário-geral designado António Guterres. Mohammed assumiu o cargo no mesmo dia em que Guterres iniciou seu mandato, em 1 de janeiro de 2017.

## Responsabilidades
As responsabilidades geralmente delegadas pelo secretário-geral ao vice-secretário-geral incluem:
(a) Auxiliar o Secretário-Geral na gestão das operações do Secretariado;
(b) Atuar como Secretário-Geral na sede das Nações Unidas na ausência do Secretário-Geral e em outros casos conforme decidido pelo Secretário-Geral;
(c) Apoiar o Secretário-Geral na garantia da coerência intersetorial e interinstitucional das atividades e programas e no fortalecimento do perfil e da liderança das Nações Unidas nas esferas econômica e social, incluindo esforços para fortalecer as Nações Unidas como um centro líder em políticas de desenvolvimento e assistência ao desenvolvimento;
(d) Representar o Secretário-Geral em conferências, funções oficiais e ocasiões cerimoniais e outras conforme decidido pelo Secretário-Geral;
(e) Realizar outras tarefas determinadas pelo Secretário-Geral.
O diretor do Escritório do Vice-Secretário-Geral é um observador permanente do Grupo das Nações Unidas para o Desenvolvimento.

## História
A canadense Louise Fréchette foi a primeira vice-secretária-geral das Nações Unidas, ocupando o cargo de 1998 a 2005. Ela foi nomeada para o cargo pelo Secretário-Geral Kofi Annan e assumiu suas funções em 2 de março de 1998. Em 2005, parcialmente em resposta às críticas do ex-presidente do Federal Reserve dos EUA Paul Volcker pela gestão fracassada do programa Iraque Petróleo por Alimentos, Fréchette anunciou sua renúncia. Ela permaneceu no cargo até 31 de março de 2006.
Em 3 de março de 2006, foi anunciado que Mark Malloch Brown do Reino Unido sucederia Louise Fréchette como vice-secretário-geral em 1 de abril de 2006. Brown deixou o cargo concomitantemente com a saída de Kofi Annan como secretário-geral em 31 de dezembro de 2006.

## Lista de vice-secretários-gerais

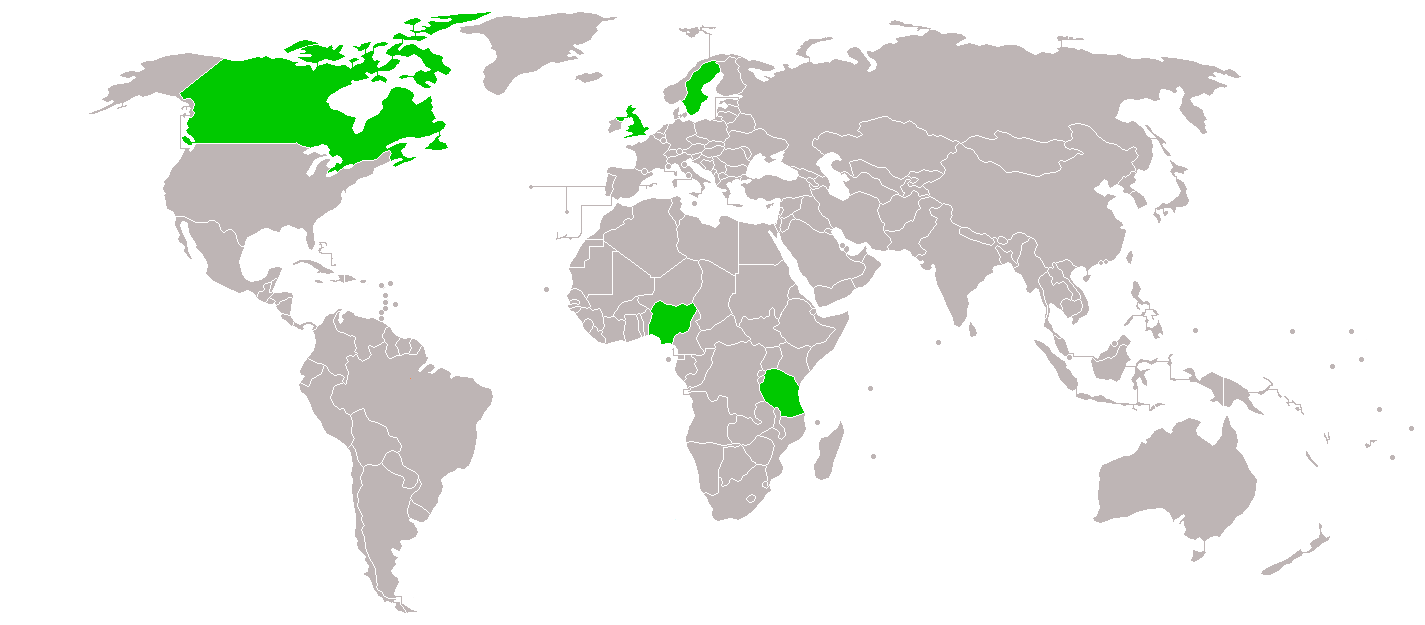
Países que tiveram um nacional servindo como vice-secretário-geral das Nações Unidas.

| Nº | Retrato | Vice-Secretário-Geral | País        | Mandato                                     | Secretário-Geral |
| -- | ------- | --------------------- | ----------- | ------------------------------------------- | ---------------- |
| 1  |         | Louise Fréchette      | Canadá      | 2 de março de 1998 – 1 de abril de 2006     | Kofi Annan       |
| 2  |         | Mark Malloch Brown    | Reino Unido | 1 de abril de 2006 – 31 de dezembro de 2006 | Kofi Annan       |
| 3  |         | Asha-Rose Migiro      | Tanzânia    | 5 de fevereiro de 2007 – 1 de julho de 2012 | Ban Ki-moon      |
| 4  |         | Jan Eliasson          | Suécia      | 1 de julho de 2012 – 31 de dezembro de 2016 | Ban Ki-moon      |
| 5  |         | Amina J. Mohammed     | Nigéria     | 1 de janeiro de 2017 – presente             | António Guterres |

| Grupo Regional da ONU     | Vice-Secretários-Gerais |
| ------------------------- | ----------------------- |
| Europa Ocidental e Outros | 3                       |
| Grupo da Europa Oriental  | 0                       |
| América Latina e Caribe   | 0                       |
| Grupo Ásia-Pacífico       | 0                       |
| Grupo Africano            | 2                       |

## Links externos
- Vice-Secretário-Geral da ONU